# Johan De Mol
 (février 2017).
Si vous disposez d'ouvrages ou d'articles de référence ou si vous connaissez des sites web de qualité traitant du thème abordé ici, merci de compléter l'article en donnant les références utiles à sa vérifiabilité et en les liant à la section « Notes et références ».
Pour les articles homonymes, voir Demol.
Ne doit pas être confondu avec Johan Demol.
Johan De Mol, né le 8 mars 1949 à Lebbeke est un homme politique belge flamand, membre du SP, ancien membre du Volksunie.
Il est licencié en droit public et en urbanisme.

## Carrière politique
- Député belge :
  - du 2 juin 1983 au 13 octobre 1985 (Volksunie)
  - du 24 novembre 1991 au 12 avril 1995 (SP)
- Ancien conseiller communal de Lebbeke.